# Бостанджян, Вардан Бабкенович
Вардан Бабкенович Бостанджян (арм. Վարդան Բոստանջյան; 9 сентября 1949, Ереван — 17 августа 2025) — депутат парламента Армении.

## Биография
- 1966—1971 — окончил факультет технической кибернетики Ереванского политехнического института. Инженер-электрик.
- 1974—1977 — аспирант Сибирского отделения экономического института НА СССР. Доктор экономических наук, доцент (1980), профессор. Автор более 130 публикаций.
- 1971—1974 — старший инженер в Ереванском механико-математическом научно-исследовательском институте.
- 1977—1993 — старший научный сотрудник, руководитель сектора, руководитель отдела, заместитель директора по научной части в Армянском научно-исследовательском институте госстандарта и планирования.
- 1993—1999 — руководитель социально-экономического отдела аппарата Верховного совета Армянской ССР, одновременно начальник управления экономического анализа аппарата парламента Армении.
- 1994—1996 — член управления Центрального банка Армении. Член академии естественных наук (РФ), член-корреспондент инженерской академии Армении.
- 1999—2003 — депутат парламента. Член постоянной комиссии по финансово-кредитным, бюджетным и экономическим вопросам. Член фракции «Единство».
- 2003—2007 — заведующий кафедрой финансового учёта экономического факультета Ереванского государственного университета.
- 12 мая 2007 — избран депутатом парламента. Заместитель постоянной комиссии по экономической комиссии. Член партии «Процветающая Армения».

Скончался 17 августа 2025 года.

## Награды
- Медаль Признательности[арм.] (29 декабря 2017) — за активное участие в общественно-политической жизни и законотворческих процессах Армении[2].